# Australian Open 2019 - Quad doppio
Dylan Alcott e Heath Davidson erano i detentori del titolo e si sono riconfermati battendo in finale Andrew Lapthorne e David Wagner con il punteggio di 6–3, 6(6)–7, [12–10].

## Teste di serie
1. Andrew Lapthorne /  David Wagner (finale)

1. Dylan Alcott /  Heath Davidson (campioni)

## Tabellone

### Legenda
| - Q = Qualificato - WC = Wild card - LL = Lucky loser | - ALT = Alternate - SE = Special Exempt - PR = Protected Ranking | - w/o = Walkover - r = Ritirato - d = Squalificato |

### Finale
|  | Finale                        |                               |   |      |      |  |
|  |                               |                               |   |      |      |  |
|  | Andrew Lapthorne David Wagner | Andrew Lapthorne David Wagner | 3 | 7    | [10] |  |
|  | Dylan Alcott Heath Davidson   | Dylan Alcott Heath Davidson   | 6 | 6(6) | [12] |  |